# محوطه ملا امام
محوطه ملا امام مربوط به ساسانی، قرن ۸ هجری است و در شهرستان سبزوار واقع شده و این اثر در تاریخ ۱۸ شهریور ۱۳۹۱ با شمارهٔ ثبت ۳۰۹۶۳ به‌عنوان یکی از آثار ملی ایران به ثبت رسیده است.